# Catasticta lanceolata
Catasticta lanceolata är en fjärilsart som beskrevs av Percy I. Lathy och Rosenberg 1912. Catasticta lanceolata ingår i släktet Catasticta och familjen vitfjärilar.
Artens utbredningsområde är Colombia. Inga underarter finns listade i Catalogue of Life.